# 失独老人

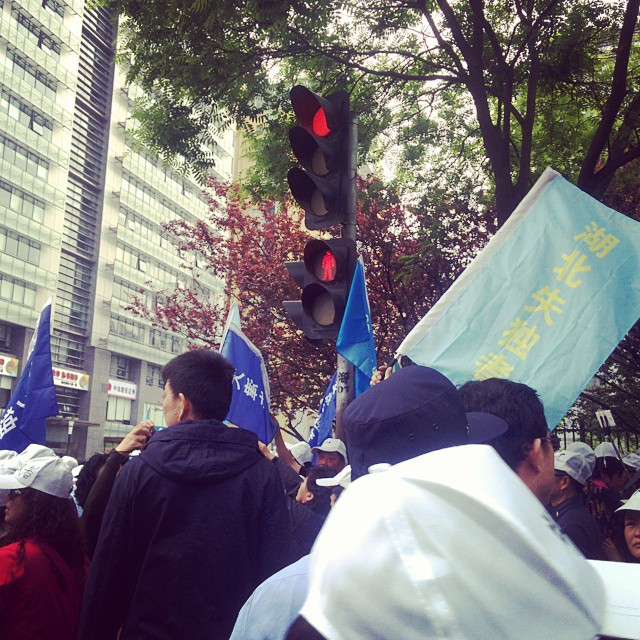
失独者的集会

失独老人是指因遵行中华人民共和国计划生育政策，仅生育一名子女的夫妻，在子女离世后，不能再生育亦不收养子女的老人。

## 数量
据中华人民共和国卫生部发布的《2010中国卫生统计年鉴》，中国“失独”家庭已超过100万户。中国参政党之一的致公党在一份调查报告显示，目前中国15岁至30岁的独生子女总人数约1 .9亿，这一年龄段的年死亡率为万分之四，中国每年新增“失独家庭”将达7 .6万户。这意味着中国失独老人至少已超过200万。
另据中国青年政治学院学者杨支柱的测算，即使是最保守估计，那些无法再生育的彻底失独家庭也在250万户左右。
北京大学人口学者穆光宗也做过计算，大约有5.4%的人在25岁之前死亡，即使按独生子女1亿人来计算，失独家庭的数量也将达540万户左右。
而如果按照有些人口学者（如:人口学家易富贤）提出的目前独生子女数量为1.5亿人，甚至超过2亿人，失独家庭的数量将更加庞大。有媒体报道称，按常规死亡率计算，1975年～2010年间，有超过1000万独生子女在25岁之前死亡，这就意味着，中国或达2000万父亲和母亲成为失独者。

## 现状
中国全国政协的调查显示，失独老人中50%的人患有高血压、心脏病等慢性疾病；患癌症、瘫痪等重大疾病的有15%；60%以上患有抑郁症，其中一半以上曾有过自杀倾向；因家庭发生重大变故，50%的“失独”家庭经济困难，月收入在1200元以下；20%的“失独”家庭靠低保生活。失去孩子后，失独老人们变成了游离在社会外的“特殊群体”。害怕与人沟通、神经变得脆弱而敏感，工作也难以为继。而中国目前还没有从国家层面建立对失独老人的抚恤、养老、意外伤害和医疗保险等专项安抚制度。
失独老人的诉求则是，希望得到相应的经济补偿；由政府给失独者提供集中的廉租社区；相关部门出台相应的制度和法规，明确管理失独群体的机构，让失独者知道出了问题该去找谁。

## 心理
失独家庭被喻为“风险家庭”，独生子女的失去，对家庭的打击可以说是毁灭性的。失去独生子女后，老人们便缺乏心灵寄托，抑郁、自闭、精神压力加剧就会接踵而至，害怕与人沟通，神经变得脆弱而敏感，工作生活受严重影响，甚至难以为继。失去目标和理想的失独老人也便失去了生活的信心，容易陷入精神抑郁、自我封闭甚至出现自杀倾向。

## 著名人士
- 王晓棠
- 丁子霖